# Hwang Dae-heon
Hwang Dae-heon (Koreaans: 황대헌; Anyang, 5 juli 1999) is een Zuid-Koreaans shorttracker. 

## Biografie
Hwang Dae-heon werd geboren in Anyang in Zuid-Korea, een voorstad van hoofdstad Seoel. 
Hwang vertegenwoordigde Zuid-Korea op de Olympische Winterspelen van 2018 in eigen land. Tijdens dit toernooi behaalde hij zilver op de 500 meter. 
Op de WK van 2018 in Montreal werd Hwang wereldkampioen op de 500 meter en met de aflossingsploeg en eindigde hij als derde in het eindklassement. Tijdens de WK van 2019 won Hwang andermaal de 500 meter en werd hij nu tweede in het eindklassement, omdat hij ook zilver pakte over 1000 meter. Met de aflossingsploeg won hij zijn vierde wereldtitel. In 2020 vonden de WK door de coronacrisis geen doorgang en in 2021 waren de Koreanen door de pandemie afwezig.
In 2020 won hij vijf gouden medailles op de eerste editie van de viercontinentenkampioenschappen shorttrack in Montreal.
Tijdens de Olympische Winterspelen 2022 in Peking haalde Hwang op zowel de 500 als de 1000 meter de halve finale, maar kreeg daarin in beide halve finales een penalty. Met name de penalty die Hwang kreeg op de 1000 meter was controversieel, waardoor het Zuid-Koreaanse team deze beslissing aanvocht. Het protest vond geen gehoor bij de ISU. Tijdens de heats van de 1000 meter schaatste hij wel een olympisch record. Op de 1500 meter redde Hwang in een verder voor Zuid-Korea teleurstellend verlopen toernooi de meubelen door goud te behalen over die afstand. Met de mannenaflossingsploeg won hij tevens zilver, de gemengde aflossing met Hwang in de ploeg was door een val in de kwartfinale al vroeg geëindigd.
2002: Apolo Anton Ohno ·
2006: Ahn Hyun-soo ·
2010: Lee Jung-su ·
2014: Charles Hamelin ·
2018: Lim Hyo-jun ·
2022: Hwang Dae-heon